# آيسلينج بيا
آيسلينج بيا هي ممثلة، كوميدية وكاتبة أيرلندية ولدت في 16 مارس 1984 في كيلدير،أيرلندا.